# Kafirnigania
Kafirnigania es un género monotípico de plantas pertenecientes a la familia  Apiaceae: Su única especie es: Kafirnigania hissarica (Thunb.) Raf..

## Taxonomía
Kafirnigania hissarica fue descrita por (Korovin) Kamelin & Kinzik. y publicado en Flora Tadzhikskoi SSR 7: 153, 523. 1984.
Sinonimia
- Peucedanum hissaricum Korovin

1. ↑  Kafirnigania en PlantList
2. ↑  USDA, ARS, National Genetic Resources Program. Germplasm Resources Information Network - (GRIN) [Online Database]. National Germplasm Resources Laboratory, Beltsville, Maryland. URL: http://www.ars-grin.gov/cgi-bin/npgs/html/genus.pl?6239 (enlace roto disponible en Internet Archive; véase el historial, la primera versión y la última). (26 July 2013)
3. ↑  «Kafirnigania». Tropicos.org. Missouri Botanical Garden. Consultado el 25 de julio de 2013.

- Datos: Q15966830
- Especies: Kafirnigania